# Miroslav Poljak
Miroslav Poljak (Zagreb, 3. rujna 1944. – Zagreb, 2. studenog 2015.) bio je hrvatski vaterpolist, osvajač zlatne medalje na Olimpijskim igrama u Meksiku 1968. godine.